# فریدون جیرانی
فریدون جیرانی (زادهٔ ۱۰ اسفند ۱۳۳۰ در کاشمر) کارگردان، فیلم‌نامه‌نویس، تهیه‌کننده، مجری و کارشناس فیلم ایرانی است.

## زندگی
فریدون جیرانی با فعالیت در تئاتر با بازی در نمایش عصمت در سال ۱۳۵۱ آغاز به کار کرد و سال ۱۳۵۲ در سینمای آزاد مشهد عضو شد. حضور در سینمای حرفه‌ای را در سال ۱۳۶۰ با نوشتن فیلمنامهٔ سینمایی آفتاب‌نشین‌ها تجربه کرد، که تا کنون بیش از صد فیلمنامه به نگارش درآورده یا بازنویسی نموده است، همچنین اولین فیلم سینمایی خود را در سمت کارگردان در سال ۱۳۶۶ با نام صعود و بازی ایرج طهماسب و بیژن امکانیان ساخت.
او با ساخت فیلم قرمز در سال۱۳۷۷ بعد از یک دهه دوری از فیلمسازی مجدد به سینماها بازگشت و عنوان پربیننده‌ترین فیلم سال را از آن خود کرد، از فیلم‌های شناخته شده وی که کارگردانی آن‌ها را بر عهده داشته است می‌توان به قرمز، شام آخر، سالاد فصل، آب و آتش، پارک‌وی، صورتی، من مادر هستم، قصه پریا و خفه‌گی اشاره نمود که نیمی از این آثار رکورد فروش گیشه را در زمان اکران خود به دست آوردند و همچنین در زمینه سریال سازی آثاری چون مرگ تدریجی یک رؤیا، تعبیر وارونه یک رؤیا و نهنگ آبی را در کارنامه خود دارد.
ژانری که فریدون جیرانی تلاش می‌کند تا در آن فیلم بسازد و به این سبک فیلمسازی در سینما شناخته می‌شود، ملودرام‌های روانشناسانه است که در آن جنایت و قتل جریان دارد.
جیرانی فعالیت در مطبوعات را از سال ۱۳۵۵ پس از چاپ اولین مصاحبه‌اش در روزنامه اطلاعات شروع کرد و در سال ۱۳۵۶ مسئول صفحهٔ اخبار با موضوع سینما، تلویزیون در روزنامه اطلاعات شد.
پس از پیروزی انقلاب اسلامی مدتی مشغول خبرنگاری در حوزهٔ اقتصادی گردید و پس از آن در حالی که به سینما روی آورده بود و فیلمنامه‌های سناتور، آفتاب نشین‌ها، رهایی و پرونده را نوشته بود در سال ۱۳۶۲ از روزنامه اطلاعات خود را بازخرید نمود.
او فعالیت مجدد مطبوعاتی خود را، در سمت دبیر اجرایی مجله گزارش فیلم در سال ۱۳۶۹ آغاز نمود، و پس از آن معاونت تحریریه و سردبیری هفته‌نامه سینما را در سال‌های ۱۳۷۹ تا ۱۳۸۲ و سردبیری و مدیرمسئولی روزنامه سینما را در سال ۱۳۹۴ عهده‌دار بود.
جیرانی در سال‌های ۱۳۸۶ و ۱۳۸۷ گفت‌وگو کننده بخش سینمایی برنامه دو قدم مانده به صبح در تلویزیون شد و پس از آن در زمینه مجری گری و ساخت برنامه‌های سینمایی نیز فعالیت به سزایی داشت از جمله برنامه سی‌وپنج نت، سی‌وپنج آنلاین، کافه آپارات، سینما بیست و پنج که در پلتفرم‌های مجازی تولید و پخش گردید و برنامه تلویزیونی هفت که با استقبال زیاد مخاطبان در زمان پخش خود روبرو شد و سرآغاز راه ساخت برنامه‌های نام برده گردید.

## فیلم‌شناسی
| سال       | نام فیلم                     | مسئولیت                                                     |
| --------- | ---------------------------- | ----------------------------------------------------------- |
| ۱۳۹۸–۱۳۹۷ | نهنگ آبی (سریال نمایش خانگی) | کارگردان                                                    |
| ۱۳۹۷      | آشفته‌گی                      | نویسنده، تهیه‌کننده و کارگردان                               |
| ۱۳۹۵      | خفه‌گی                        | نویسنده، تهیه‌کننده و کارگردان                               |
| ۱۳۹۴      | تعبیر وارونه یک رؤیا (سریال) | نویسنده و کارگردان                                          |
| ۱۳۹۲      | خواب زده‌ها                   | کارگردان                                                    |
| ۱۳۹۱      | پل (فیلم تلویزیونی)          | تهیه‌کننده (کارگردان: تینا پاکروان)                          |
| ۱۳۹۱      | داستان عوضی                  | نویسنده، تهیه‌کننده و کارگردان                               |
| ۱۳۹۰      | مسافر بهشت (فیلم تلویزیونی)  | نویسنده و کارگردان                                          |
| ۱۳۸۹      | من مادر هستم                 | کارگردان                                                    |
| ۱۳۸۸      | قصه پریا                     | کارگردان                                                    |
| ۱۳۸۶–۱۳۸۵ | مرگ تدریجی یک رؤیا (سریال)   | کارگردان                                                    |
| ۱۳۸۵      | پارک وی                      | کارگردان و فیلم‌نامه‌نویس                                     |
| ۱۳۸۴      | زاگرس                        | طرح اولیه داستان (کارگردان: محمدعلی نجفی)                   |
| ۱۳۸۴      | ستاره‌ها ۳: ستاره بود         | کارگردان و فیلم‌نامه‌نویس                                     |
| ۱۳۸۴      | ستاره‌ها ۲: ستاره است         | کارگردان و فیلم‌نامه‌نویس                                     |
| ۱۳۸۴      | ستاره‌ها ۱: ستاره می‌شود       | کارگردان و فیلم‌نامه‌نویس                                     |
| ۱۳۸۳      | سالاد فصل                    | کارگردان و فیلم‌نامه‌نویس                                     |
| ۱۳۸۱      | صورتی                        | کارگردان و فیلم‌نامه‌نویس                                     |
| ۱۳۸۰      | شام آخر                      | کارگردان و فیلم‌نامه‌نویس                                     |
| ۱۳۷۹      | آب و آتش                     | کارگردان، فیلم‌نامه‌نویس و سرمایه‌گذار                         |
| ۱۳۷۷      | قرمز                         | کارگردان و فیلم‌نامه‌نویس                                     |
| ۱۳۷۴      | غریبانه                      | فیلم‌نامه‌نویس (کارگردان: احمد امینی)                         |
| ۱۳۷۴      | اشک و لبخند                  | فیلم‌نامه‌نویس (کارگردان: شاپور قریب)                         |
| ۱۳۷۳      | در کمال خونسردی              | فیلم‌نامه‌نویس (کارگردان: سیامک شایقی)                        |
| ۱۳۷۱      | دو همسفر                     | فیلم‌نامه‌نویس (کارگردان: اصغر هاشمی)                         |
| ۱۳۷۱      | دو روی سکه                   | مشاور فیلم‌نامه (کارگردان: محمد متوسلانی)                    |
| ۱۳۷۱      | گریز                         | فیلم‌نامه‌نویس (کارگردان: ناصر مهدی‌پور)                       |
| ۱۳۷۰      | نرگس                         | نورپرداز و مشاور و فیلم‌نامه‌نویس (کارگردان: رخشان بنی‌اعتماد) |
| ۱۳۶۹      | در آرزوی ازدواج              | فیلم‌نامه‌نویس (کارگردان: اصغر هاشمی)                         |
| ۱۳۶۸      | زیر بام‌های شهر               | فیلم‌نامه‌نویس (کارگردان: اصغر هاشمی)                         |
| ۱۳۶۷      | شب حادثه                     | طرح اولیه داستان (کارگردان: سیروس الوند)                    |
| ۱۳۶۶      | صعود                         | کارگردان                                                    |
| ۱۳۶۵      | تصویر آخر                    | فیلم‌نامه‌نویس (کارگردان: مهدی صباغ‌زاده)                      |
| ۱۳۶۵      | دبیرستان                     | مشاور کارگردان (کارگردان: اکبر صادقی)                       |
| ۱۳۶۴      | گمشده                        | فیلم‌نامه‌نویس (کارگردان: مهدی صباغ‌زاده)                      |
| ۱۳۶۳      | گل‌های داوودی                 | فیلم‌نامه‌نویس (کارگردان: رسول صدرعاملی)                      |
| ۱۳۶۲      | پرونده                       | فیلم‌نامه‌نویس (کارگردان: مهدی صباغ‌زاده)                      |
| ۱۳۶۲      | سناتور                       | فیلم‌نامه‌نویس و دستیار کارگردان (کارگردان: مهدی صباغ‌زاده)    |
| ۱۳۶۱      | رهایی                        | فیلم‌نامه‌نویس (کارگردان: رسول صدرعاملی)                      |
| ۱۳۶۰      | آفتاب‌نشین‌ها                  | فیلم‌نامه‌نویس (کارگردان: مهدی صباغ‌زاده)                      |

## اجرا
| سال       | نام                 | تهیه‌کننده      | سمت          |
| --------- | ------------------- | -------------- | ------------ |
| ۱۳۸۶–۱۳۸۸ | دو قدم مانده به صبح | سعید بشیری     | مجری-کارشناس |
| ۱۳۸۷      | سی سال، سی مجموعه   | حسین مروی      | مجری-کارشناس |
| ۱۳۸۹–۱۳۹۱ | برنامه هفت          | فریدون جیرانی  | مجری-سردبیر  |
| ۱۳۹۴–۱۳۹۶ | سی و پنج            | محمد نجار صراف | مجری-سردبیر  |
| ۱۳۹۸–۱۴۰۱ | کافه آپارات         | عمار سبحانی    | مجری-سردبیر  |
| ۱۴۰۲      | سینما بیست و پنج    | اعتماد آنلاین  | مجری-کارشناس |

## فعالیت مطبوعاتی
| سال       | نام مطبوعات     | مسئولیت                |
| ۱۳۵۶      | روزنامه اطلاعات | مسئول صفحه ما قبل آخر  |
| ۱۳۶۹      | مجله گزارش فیلم | دبیر اجرایی            |
| ۱۳۷۹–۱۳۸۲ | هفته‌نامه سینما  | معاون تحریریه و سردبیر |
| ۱۳۹۴      | روزنامه سینما   | مدیرمسئول و سردبیر     |
| ۱۴۰۰      | سینماروتایم     | سردبیر                 |

## جوایز
- برنده تندیس حافظ بهترین کارگردانی (خفه گی) دوره نوزدهم جشن دنیای تصویر - سال ۱۳۹۷
- نامزد تندیس حافظ بهترین چهره تلویزیونی (سی و پنج) دوره نوزدهم جشن دنیای تصویر - سال ۱۳۹۷
- دهمین فیلم سال (صورتی)، دوره هجدهم انجمن منتقدان و نویسندگان سینمایی ایران - سال ۱۳۸۲
- کاندید تندیس زرین بهترین کارگردانی (صورتی)، دوره هفتم جشن خانه سینما - سال ۱۳۸۲
- نامزد تندیس زرین بهترین فیلم‌نامه (صورتی)، دوره هفتم جشن خانه سینما - سال ۱۳۸۲
- کاندید سیمرغ بلورین بهترین فیلم‌نامه (صورتی)، دوره بیست و یکم جشنواره فیلم فجر - سال ۱۳۸۱
- برنده جایزه بهترین کارگردانی (شام آخر)، بنیاد فیلم موسیقی و هنر آرپا - سال ۲۰۰۳
- نامزد هرم طلایی (شام آخر)، جشنواره بین‌المللی فیلم قاهره - سال ۲۰۰۲
- دهمین فیلم سال (شام آخر)، دوره هفدهم انجمن منتقدان و نویسندگان سینمایی ایران - سال ۱۳۸۱
- نهمین فیلم سال (قرمز)، دوره چهاردهم انجمن منتقدان و نویسندگان سینمایی ایران - سال ۱۳۷۸
- نامزد بالن طلایی (قرمز)، جشنواره سه قاره - سال ۱۹۹۹